# Sheila Arnold
Sheila Arnold (* 18. März 1970 in Tiruchirappalli, Süd-Indien) ist eine deutsche Konzertpianistin indischen Ursprungs.

## Leben und Wirken
Sheila Arnold wurde als Kind indischer Eltern in Indien geboren und wuchs in Deutschland auf. Ersten Klavierunterricht erhielt sie bei Etta Hilsberg, bei der Berliner Cembalistin und Organistin Isel Schwartz sowie bei Heidi Köhler in Springe. Im Alter von 12 Jahren gab sie ihren ersten öffentlichen Klavierabend. Nach dem Abitur studierte sie bei Karl-Heinz Kämmerling an der Musikhochschule Hannover und schloss ihr Studium mit dem Konzertexamen ab. Weitere musikalische Einflüsse erfuhr sie durch Künstler wie Ferenc Rados, Hans Leygraf, Elisabeth Leonskaja, Imogen Cooper, Claude Frank und Dénès Zsigmondy. Sie war Stipendiatin unter anderem der Studienstiftung des Deutschen Volkes, der Märkischen Kulturkonferenz, des Dorothea-Erxleben-Programms des Niedersächsischen Ministeriums für Wissenschaft und Kultur. Sie ist seit 1982 Preisträgerin zahlreicher Wettbewerbe.
Arnold wirkt als Solistin und auch als Kammermusikerin. Mit 17 Jahren gab sie ihr Debüt in der Berliner Philharmonie. Außerdem konzertierte sie unter anderem in der Kölner Philharmonie, dem Gewandhaus Leipzig, der Liederhalle Stuttgart, dem Konzerthaus Dortmund, der Laeiszhalle Hamburg, dem Palau de la Música València, der NCPA Concert Hall in Mumbai und dem Torre Tagle in Lima (Peru). Dabei arbeitete sie mit bekannten Orchestern, darunter das Orchestre de Chambre de Lausanne, das Orchester der Beethovenhalle Bonn und das Prager Kammerorchester, unter der Leitung von Dirigenten wie Jesús López-Cobos, Marc Soustrot und Michael Hofstetter.
Ihre Kammermusikpartner waren unter anderem Latica Honda-Rosenberg, Isabelle Faust, Nina Janßen. Ralph Manno, Sergio Azzolini, Wilhelm Bruns, Guido Schiefen der Gitarrist Alexander-Sergei Ramírez sowie das Mandelring-Quartett.
Arnold gastierte beim Schleswig-Holstein Musik Festival, bei den Festspielen Mecklenburg-Vorpommern, beim Klavierfestival Ruhr, dem Ravinia Festival, dem Hambacher Musikfest, dem Heidelberger Frühling, und dem Euriade Festival.
Ihr Repertoire umfasst den gesamten Bereich der klassischen Musik vom 18. Jahrhundert bis hin zu Uraufführungen zeitgenössischer Werke.
Regelmäßige Rundfunkproduktionen und Livemitschnitte schlossen sich schon in ihrer Jugend an (u. a. WDR, NDR, MDR, HR, SWR, ORF, Radio Télévision Suisse Romande, Dänischer Rundfunk, Belgischer Rundfunk).

### Pädagogische Tätigkeit
Zwischen 2000 und 2005 lehrte Arnold an der Musikhochschule Hannover, an der Musikhochschule Dortmund und an der Folkwang Hochschule Essen. 2005 folgte sie einem Ruf an die Musikhochschule Köln, wo sie als Professorin für Klavier unterrichtet, und gibt darüber hinaus weltweit Meisterkurse. Zudem engagiert sie sich pädagogisch in der musikalischen Früherziehung. Mit der Schauspielerin Uta Jacobi hat sie das Kinder-Musiktheater Wolferl auf Reisen – oder Pipsi, Miss Pimpes und das Lautleise entwickelt, in dem Kinder im Vor- und Grundschulalter Cembalo, Fortepiano und Orgel näher kennenlernen. Außerdem beteiligt sie sich an dem Projekt Rhapsody in School.

## Auszeichnungen
Seit 1982 erhielt Arnold Preise bei nationalen Wettbewerben, unter anderem beim Bundeswettbewerb Jugend musiziert, dem Steinway Klavierspiel-Wettbewerb und dem Grotrian-Steinweg Klavierspielwettbewerb. 1985 erhielt sie einen zweiten Preis beim internationalen Klavierwettbewerb in Senigallia und wurde Finalistin beim Viotti Wettbewerb in Vercelli. Beim Internationalen Mozartwettbewerb Salzburg wurde ihr der Wiesbadener Mozartpreis verliehen und sie wurde Finalistin beim Internationalen Clara-Haskil-Klavierwettbewerb in Vevey. Als Finalistin beim Deutschen Musikwettbewerb wurde sie in die Künstlerliste des Deutschen Musikrats aufgenommen.

## Diskografie (Auswahl)
- Sheila Arnold spielt Mozart. U. a. Rondo D-Dur KV 485, Sonate D-Dur KV 576, Fantasie c-Moll KV 475 (Verlag Klassik Center Kassel; 1996)
- Miniaturen für Klavier. Mit Werken von W. A. Mozart, Bernfried E. G. Pröve, Alexander Skriabin und Enrique Granados (Edition Zeitklang; 2000)

- Théme varié. Werke von Élisabeth Jacquet de la Guerre, Louise Farrenc, Lili Boulanger und Tatjana Komarova (Master Arts, 2003)
- Robert Schumann und die Romantiker: Die Sehnsucht der Sprache nach der Musik. Werke von Robert Schumann und Texten von u. a. Joseph Eichendorff, Novalis, gelesen von Bernt Hahn. (Harmonia Mundi; 2010)
- Robert Schumann – Johannes Brahms, Robert Schumann: Kinderszenen, Johannes Brahms: Schumann Variations, Händel Variations (2010)
- Frédéric Chopin: Préludes op. 28 und 2 Ballades (AVI music und WDR; 2009)
- Johannes Brahms – Clara Schumann Johannes Brahms: Sonata f-moll op. 5 und Klavierstücke op. 119, Clara Schumann: Romanze h-moll (2010)
- Schubert. Four Impromptus und Sonata in G. (Harmonia Mundi; 2016)[4]